# Rio Gornet
O Rio Gornet é um rio da Romênia, afluente do Sitna, localizado no distrito de Botoşani.